# Altarnun
Altarnun – wieś w Anglii, w Kornwalii. Leży 91 km na północny wschód od miasta Penzance i 323 km na zachód od Londynu. W 2001 miejscowość liczyła 976 mieszkańców.